# الحزب الديمقراطي الشعبي (السعودية)
الحزب الديمقراطي الشعبي في الجزيرة العربية"السعودية"، حزب سياسي ومنظمة عمالية منبثقه عن الجبهة الديموقراطية الشعبية في عام 1965. وفي أواخر عام 1969 اندمجت مع منظمة الثورة الوطنية، وأعلن عن تشكيل الحزب الديموقراطي الشعبي رسمياً عام 1970.

## برنامج الحزب
الحزب الديموقراطي الشعبي من الأحزاب الماركسية اللينينية- فكر ماوتسي تونغ
1. الأفق الوطني الديموقراطي الذي يستوعب المصالح الاجتماعية والسياسية لمجموع الطبقات والفئات الوطنية من الشعب في الجزيرة العربية
2. طريق العنف الجماهيري لإسقاط السلطة وهو الطريق الاستراتيجي الذي تهتدي به جملة تكتيكات الحزب والذي يجب أن يقود إلى تطور عملية النضال الشعبي.

## حملات الاعتقال
تعرض الحزب وكوادره إلى حملات اعتقال منذ عام 1953 وحتى عام 1969، اشتدت في عام 1972.[بحاجة لمصدر] وبعد اغتيال الملك فيصل، خلفه الملك خالد وأصدر عفواً ملكياً، فعادت كوادر الحزب المنفية إلى البلاد الواحد تلو الآخر، بينما ظل الأمين العام إسحاق الشيخ (المعروف باسم عبد الله محمد) يعيش في المنفى.

## علاقة الحزب بالفصائل الفلسطينية
انتشرت في التيارات السياسية أنباء أن الحزب الديموقراطي الشعبي هو جيب وطني سعودي لإحدى فصائل المقاومة الفلسطينية اليسارية، لكن الحزب نفى هذه الأخبار بسبب وجود الحزب قبل أي فصيل فلسطيني عام 1953، يصدر الحزب نشرة دورية بعنوان الجزيرة الجديدة.